# Batalion ON „Postawy”

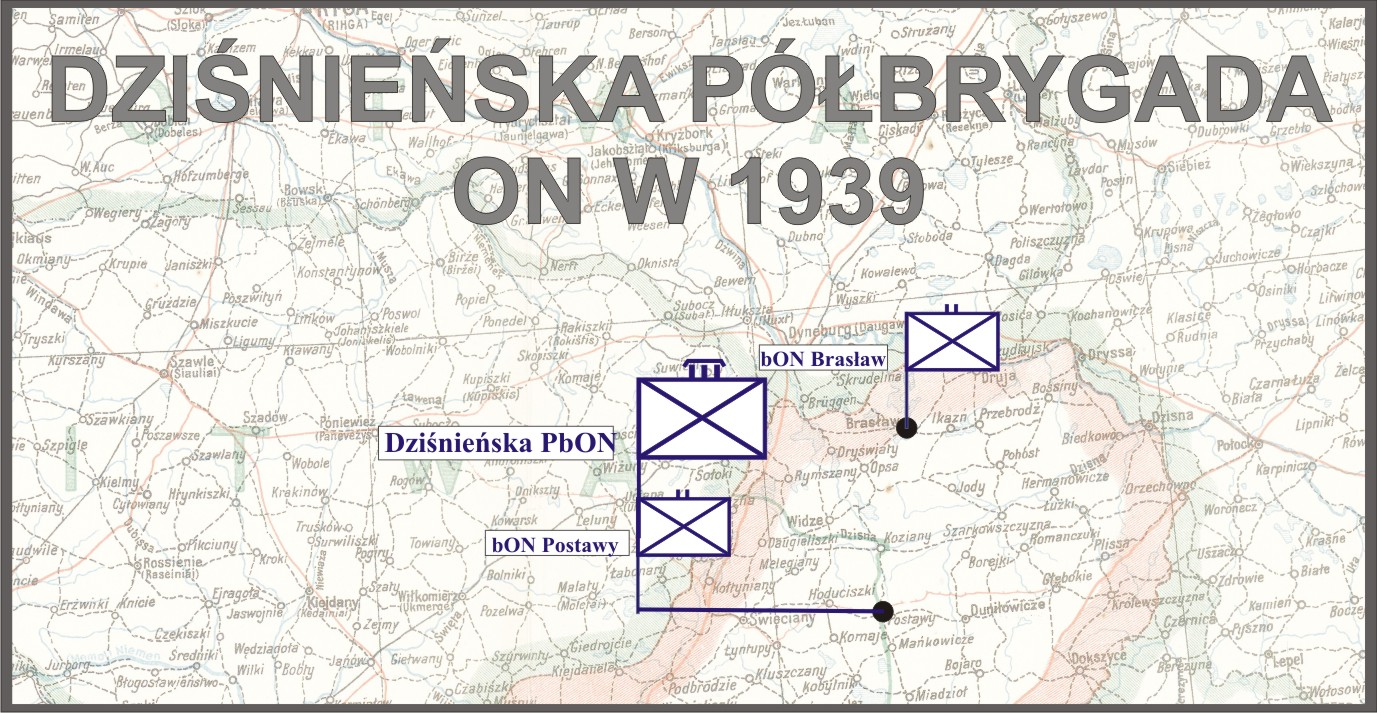
Dziśnieńska Półbrygada ON

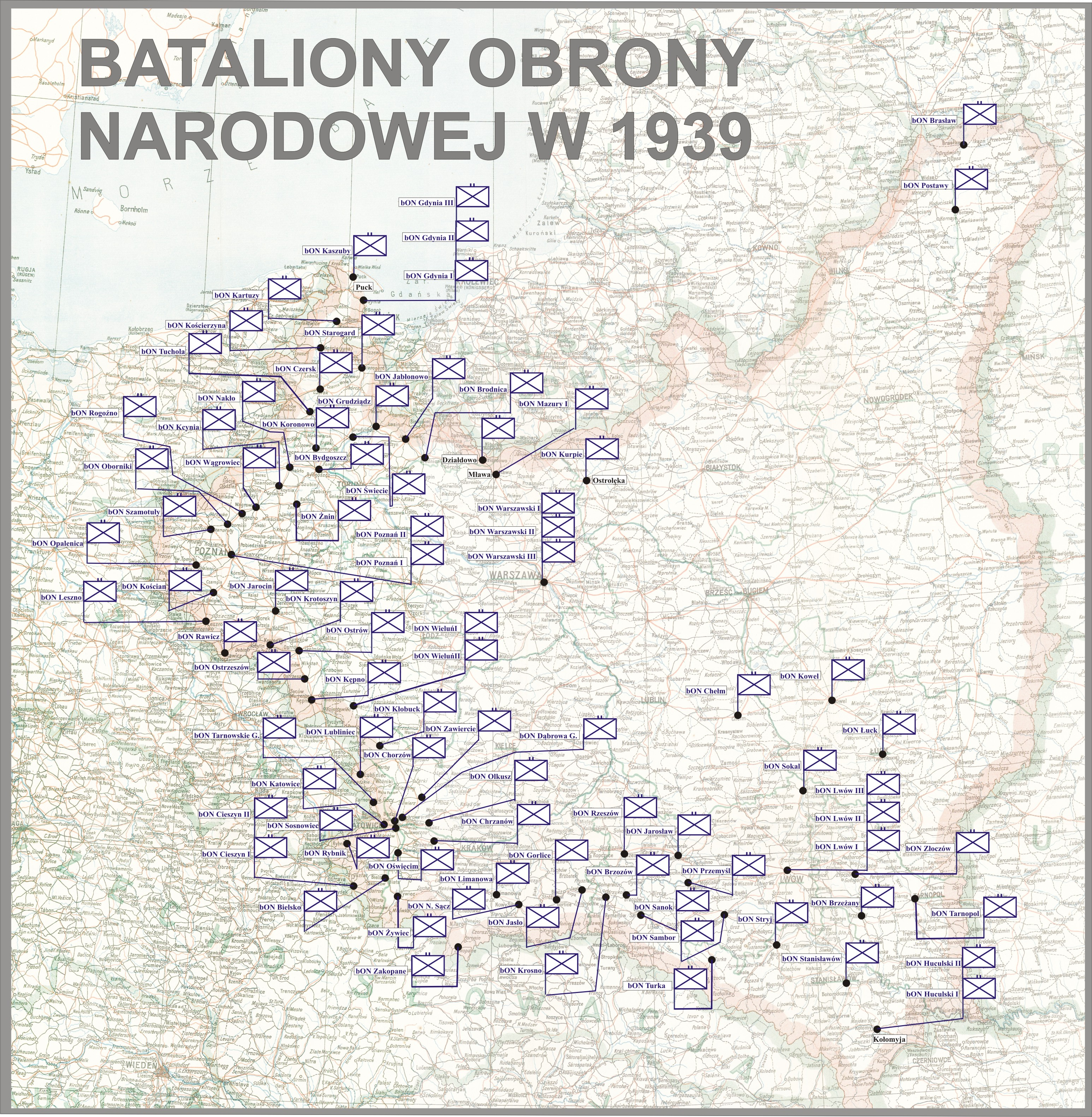
Obrona Narodowa w 1939

Postawski Batalion Obrony Narodowej (batalion ON „Postawy”) – pododdział piechoty Wojska Polskiego II RP.
Batalion został sformowany w 1938 roku, w Postawach, w składzie Dziśnieńskiej Półbrygady ON. Wiosną 1939 roku pododdział został przeformowany na etat batalionu ON typ I.
Jednostką administracyjną i mobilizującą dla Postawskiego batalionu ON był 23 pułk Ułanów Grodzieńskich. Przydział gospodarczy nie dotyczył oficerów i podoficerów służby stałej. Ci przydzieleni zostali pod tym względem do baonu KOP „Poświle”.

## Działania batalionu w 1939
W kampanii wrześniowej batalion osłaniał granicę z Łotwą. 17 września otrzymał rozkaz wycofania do Wilna. Do miasta dotarł następnego dnia około godz. 6.00, a już wieczorem wymaszerował na Grodno. 21 września w składzie Zgrupowania "Wołkowysk" gen. bryg. Wacława Przeździeckiego wymaszerował z miasta na przeprawę przez Niemen w m. Hoża. W rejonie przeprawy stoczył walkę z sowietami po czym wycofał się na Kalety. 23 września pod Kaletami ponownie starł się z ACz. Tego samego dnia, wieczorem, po wyczerpaniu amunicji, batalion przeszedł na Litwę.

## Struktura organizacyjna i rozmieszczenie
Struktura i rozmieszczenie w 1938:
dowódca batalionu - kpt. Józef Cader
- 1 kompania ON w Postawach
  - 1 pluton w Postawach
    - 1 drużyna w Postawach
    - 2 drużyna w Kutrach
    - 3 drużyna w Sowiczach

  - 2 pluton w Michniczach
    - 1 drużyna w Michniczach
    - 2 drużyna w Zabłociu
    - 3 drużyna w Sowiczach

  - 3 pluton w Miadziole
    - 1 drużyna w Miadziole
    - 2 drużyna w Kulikach
    - 3 drużyna w Trydanach
- 2 kompania ON w Woropajewie
  - 1 pluton w  Woropajewie
    - 1 drużyna w Borówkach
    - 2 drużyna w Ciuńcach
    - 3 drużyna w Myszkach

  - 2 pluton w Duniłowiczach
    - 1 drużyna w Duniłowiczach
    - 2 drużyna w Nowosiółkach
    - 3 drużyna w Sidnie

  - 3 pluton w Kozłowszczyźnie
    - 1 drużyna w Kozłowszczyźnie
    - 2 drużyna w Łasicach
    - 3 drużyna w Wiercińskich
- 3 kompania ON w Szarkowszczyźnie
  - 1 pluton w Szarkowszczyźnie
    - 1 drużyna w Szarkowszczyźnie
    - 2 drużyna w Szarkowszczyźnie
    - 3 drużyna w Szarkowszczyźnie

  - 2 pluton w Szarkowszczyźnie
    - 1 drużyna w Górach
    - 2 drużyna w Ruczaju
    - 3 drużyna w Kaczanach

  - 3 pluton w Hermanowiczach
    - 1 drużyna w Hermanowiczach
    - 2 drużyna w Hermanowiczach
    - 3 drużyna w Białym Dworze